# Gnomonia gnomon
Gnomonia gnomon är en svampart som först beskrevs av Tode, och fick sitt nu gällande namn av Joseph Schröter 1897. Gnomonia gnomon ingår i släktet Gnomonia och familjen Gnomoniaceae.  Arten är reproducerande i Sverige. Inga underarter finns listade i Catalogue of Life.